# Dubovik (Podcrkavlje)
Dubovik su naseljeno mjesto u Republici Hrvatskoj u sastavu općine Podcrkavlje u Brodsko-posavskoj županiji.

## Zemljopis
Dubovik se nalaze na Dilju, sjeverno od Podcrkavlja istočno od državne ceste Našice - Slavonski Brod, susjedna naselja su Donji Slatinik na zapadu, Matković Mala na sjeveru te Oriovčić na istoku.

## Stanovništvo
Prema popisu stanovništva iz 2011. godine Dubovik je imao 84 stanovnika. 
| broj stanovnika | 136   | 171   | 170   | 198   | 228   | 276   | 225   | 249   | 221   | 221   | 193   | 150   | 122   | 90    | 99    | 84    | 86    |
|                 | 1857. | 1869. | 1880. | 1890. | 1900. | 1910. | 1921. | 1931. | 1948. | 1953. | 1961. | 1971. | 1981. | 1991. | 2001. | 2011. | 2021. |